# Скура, Кшиштоф
Кшиштоф Эдвард Скура (пол. Krzysztof Edward Skóra; р. 30 сентября 1950, Гдыня — 13 февраля 2016, Гданьск) — польский биолог, специалист в области ихтиологии (биология и экология рыб прибрежной полосы Балтийского моря), биологическая океанография, охрана морской природы, морские млекопитающие.

## Биография
Окончил III общеобразовательный лицей им. ВМФ Польши в Гдыне, а затем океанографию на факультете биологии, географии и океанологии Гданьского университета (1973). В 2004 году защитил диссертацию «Угроза естественному разнообразию видов нектона Гданьского залива» на факультете биологии, географии и океанологии Гданьского университета.
Является профессором Гданьского университета и директором Морской станции института океанографии Гданьского университета на полуострове Хель, которая была создана по его инициативе в 1992 году (с 1977 года функционировала в качестве океанографической лаборатории. Сам он проводит там, в том числе, работу по возвращению популяции длинномордых тюленей к польскому побережью.
Член Польской академии наук: Отдел VII — Науки о земле и науки о недрах, а также комитет исследований моря.
Лауреат Шведской балтийской премии (Swedish Baltic Sea Water Award) 2008 года, вручаемой за большой вклад в охрану вод Балтики и установленной Швецией в 1999 году. Награда была вручена во время Всемирной водной недели. Кшиштоф Скура первый, который получил её лично. До 2008 года лауреатами награды были только исследовательские институты.
28 января 2009 года получил медаль им. Эугениуша Квятковского «за большие заслуги перед Гдыней».
Автор более 100 научных публикаций.